# Ingrid Rohlff
Ingrid Rohlff ist eine ehemalige deutsche Handballspielerin.
Die 1,85 Meter große Rohlff trat mit dem SC Union 03 Hamburg in der Handball-Bundesliga an. Aufgrund eines Verkehrsunfalls im Mai 1982, bei dem Rohlff Gesichtsverletzungen erlitt und operiert werden musste, war die Fortsetzung ihrer Handballlaufbahn fraglich. Sie spielte nach ihrer Rückkehr wieder für Union in der Bundesliga, stieg mit dem Verein in der Saison 1982/83 aus der höchsten deutschen Spielklasse ab und zog sich nach dem Saisonende aus dem Aufgebot zurück.